# Eemsdelta
Eemsdelta ist eine Gemeinde in der niederländischen Provinz Groningen. Sie entstand am 1. Januar 2021 durch die Fusion der bisherigen Gemeinden Appingedam, Delfzijl und Loppersum.

## Geographie
Die Gemeinde befindet sich im Nordosten der Niederlande und grenzt im Osten an das Ems-Ästuar. Ihr Name verwirrt, da die Emsmündung auch in niederländischer Terminologie kein Delta ist. Er lässt sich aber mit der grob dreieckigen Form des Gemeindegebiets erklären. Die nördlichen Teile der Gemeinde liegen in der Region Hogeland. Die nächstgelegene Großstadt ist Groningen.
Die Gemeinde besteht aus folgenden, in die ländliche Umgebung eingebetteten, Siedlungen, in den Niederlanden generell als „Kerne“ bezeichnet: (Einwohnerzahl mit Stand vom 1. Januar 2024):
| Ort            | Einwohnerzahl |
| -------------- | ------------- |
| Appingedam     | 10.895        |
| Bierum         | 675           |
| Borgsweer      | 125           |
| Delfzijl       | 16.965        |
| Eenum          | 85            |
| Farmsum        | 1.670         |
| Garrelsweer    | 425           |
| Garsthuizen    | 180           |
| Godlinze       | 250           |
| Holwierde      | 885           |
| Huizinge       | 100           |
| Krewerd        | 80            |
| Leermens       | 170           |
| Loppersum      | 2.545         |
| Losdorp        | 140           |
| Meedhuizen     | 795           |
| Middelstum     | 2.255         |
| Oosterwijtwerd | 140           |
| Spijk          | 1.620         |
| Startenhuizen  | Unbekannt     |
| Stedum         | 1.025         |
| ’t Zandt       | 955           |
| Termunten      | 305           |
| Termunterzijl  | 315           |
| Toornwerd      | 60            |
| Wagenborgen    | 1.695         |
| Westeremden    | 355           |
| Westerwijtwerd | 70            |
| Wirdum         | 360           |
| Woldendorp     | 880           |
| Zeerijp        | 415           |
| Zijldijk       | 170           |

### Nachbargemeinden
| Het Hogeland |                                             | Krummhörn (Deutschland)                  |
|              | Kompassrose, die auf Nachbargemeinden zeigt | Emden (Deutschland)                      |
| Groningen    | Oldambt Midden-Groningen                    | Jemgum (Deutschland) Bunde (Deutschland) |

## Politik

### Gemeinderat
Der Gemeinderat von Eemsdelta konstituierte sich am 4. Januar 2021 und setzt sich aus 29 Ratsmitgliedern zusammen. Dazu fand am 18. November 2020 die erste Kommunalwahl der Gemeindegeschichte statt. Demnach soll der Gemeinderat durch folgende Fraktion gebildet werden:
| Partei                     | Sitze |
| Partei                     | 2020  |
| -------------------------- | ----- |
| Lokaal Belang Eemsdelta    | 11    |
| PvdA                       | 5     |
| ChristenUnie               | 3     |
| VVD                        | 3     |
| CDA                        | 3     |
| Gemeentebelangen Eemsdelta | 2     |
| GroenLinks                 | 2     |
| Gesamt                     | 29    |

### College van B&W
In der Legislaturperiode von 2021 bis 2026 soll die Koalition aus den Parteien Lokaal Belang Eemsdelta, ChristenUnie, VVD und CDA bestehen. Das College van burgemeester en wethouders soll durch zwei Beigeordnete von Lokaal Belang Eemsdelta und jeweils einen Beigeordneten der übrigen Koalitionsparteien gebildet werden, das am 4. Januar 2021 ernannt werden soll. Folgende Personen sollen zum Kollegium gehören:
| Funktion         | Name                     | Partei                  | Anmerkung                       |
| ---------------- | ------------------------ | ----------------------- | ------------------------------- |
| Bürgermeister    | Ben Visser               | ChristenUnie            | seit dem 15. Januar 2022 im Amt |
| Beigeordnete     | Annalies Usmany-Dallinga | Lokaal Belang Eemsdelta | –                               |
| Beigeordnete     | Jan Menninga             | Lokaal Belang Eemsdelta | –                               |
| Beigeordnete     | Meindert Joostens        | ChristenUnie            | –                               |
| Beigeordnete     | Hans Ronde               | VVD                     | –                               |
| Beigeordnete     | Pier Prins               | CDA                     | –                               |
| Gemeindesekretär | Paul van Vilsteren       | –                       | ab dem 1. Januar 2021 im Amt    |

### Bürgermeister
Ab dem 1. Januar 2021 übernahm Gerard Beukema (PvdA) das Amt des Bürgermeisters kommissarisch bis zur Ernennung des offiziellen Bürgermeisters. Dieser ist Ben Visser (ChristenUnie) seit dem 15. Januar 2022.

### Gemeindesitz
Der Gemeinderat ist in Delfzijl beheimatet. Dafür wurde der Ratssaal der ehemaligen Gemeinde Delfzijl modernisiert. Der Sitz der Verwaltung befindet sich vorläufig in Appingedam. Im Jahr 2021 soll eine Studie über den endgültigen Standort entscheiden. Eine Niederlassung in einem Neubau in Appingedam sowie im Neubau des Theaters De Molenberg in Delfzijl wird als realistisch betrachtet.

## Verkehr

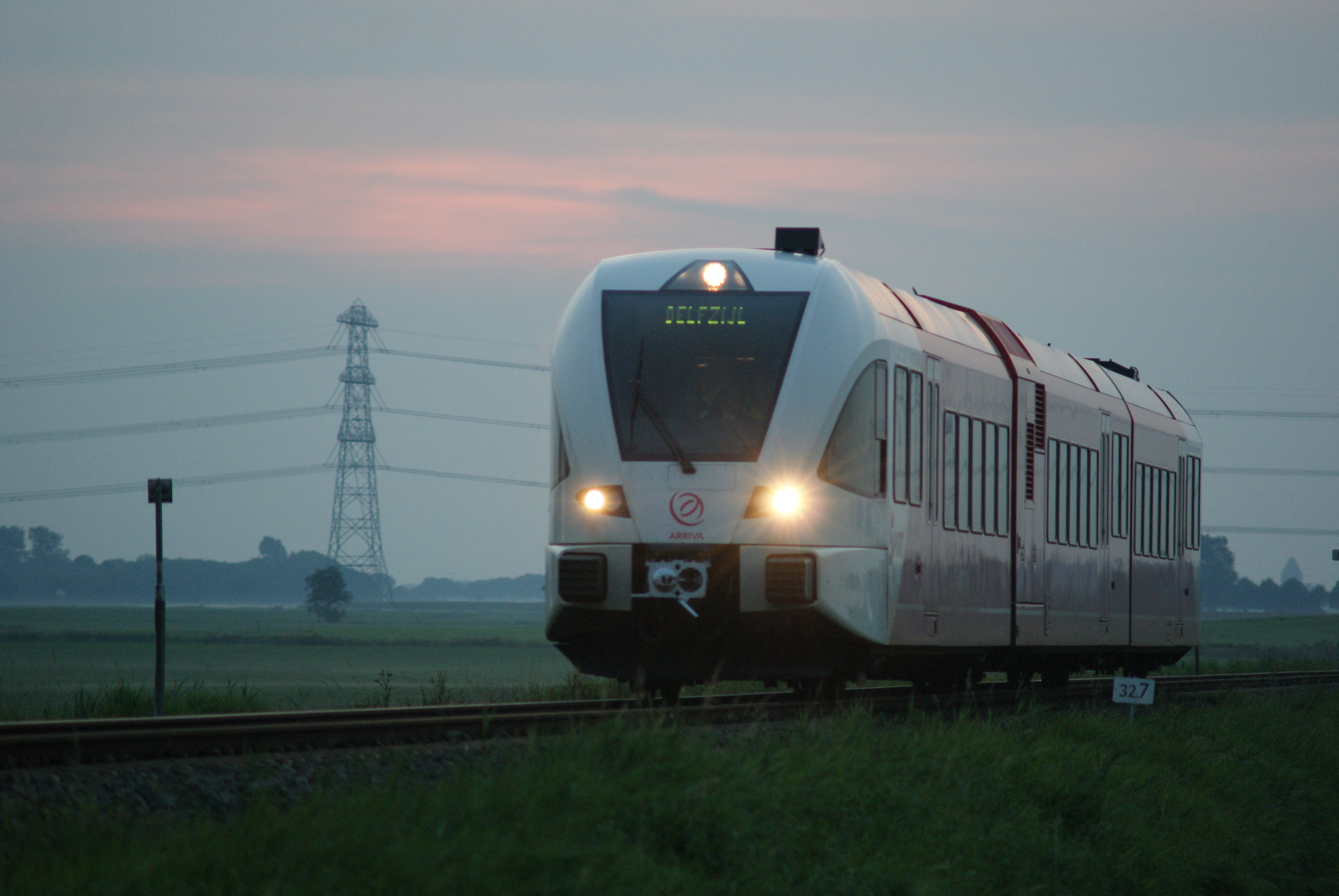
Ein Zug des Betreibers Arriva Personenvervoer Nederland

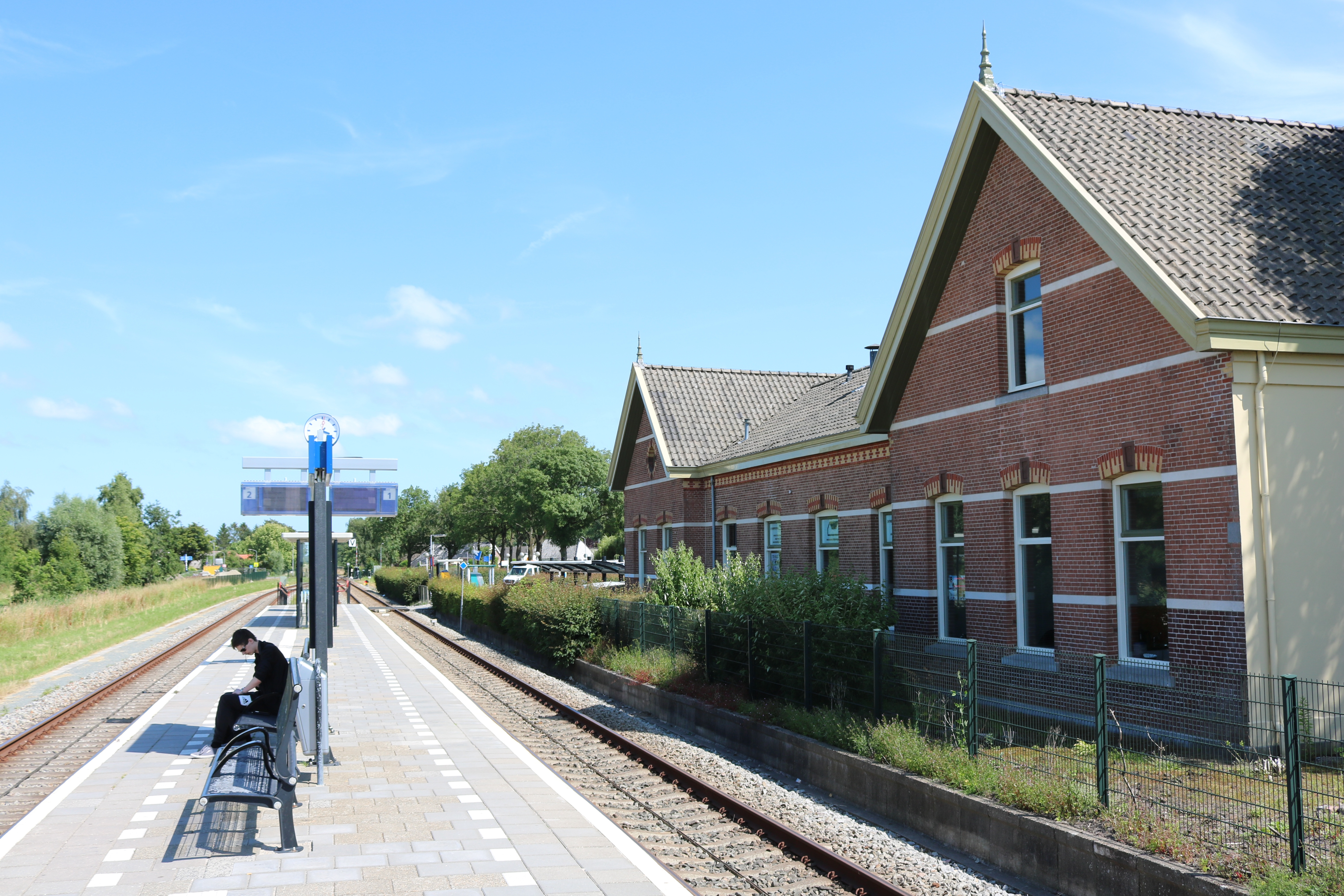
Bahnhof in Loppersum

### Straßenverkehr
Eemsdelta besitzt keinen Anschluss an das Autobahnnetz der Niederlande. Die nächstgelegene Autobahn A 7 ist mindestens 15 Kilometer entfernt. Durch die Gemeinde verlaufen zwei regionale Hauptverkehrsadern der Provinz Groningen. Der N 33 verbindet Eemshaven mit Appingedam und Delfzijl sowie Zuidbroek, Veendam, Gieten und Assen. Durch den N 46 kann man von Eemshaven aus Loppersum und Groningen erreichen. Beide Straßen durchschneiden Teile des Gemeindegebietes von Eemsdelta.

### Schienenverkehr
Die Gemeinde verfügt über fünf Bahnhöfe an der Bahnstrecke Groningen–Delfzijl. Betrieben wird die Strecke durch das Unternehmen Arriva Personenvervoer Nederland mit dieselbetriebenen Zügen des Typs Stadler GTW. Durch sie sind die Bewohner von Eemsdelta halbstündlich an die Großstadt Groningen angebunden. Am dortigen Bahnhof können diese in die Richtungen Leer, Veendam, Assen, Zwolle, Rotterdam, Den Haag, Amsterdam, Leeuwarden und Roodeschool umsteigen.